# One million plan

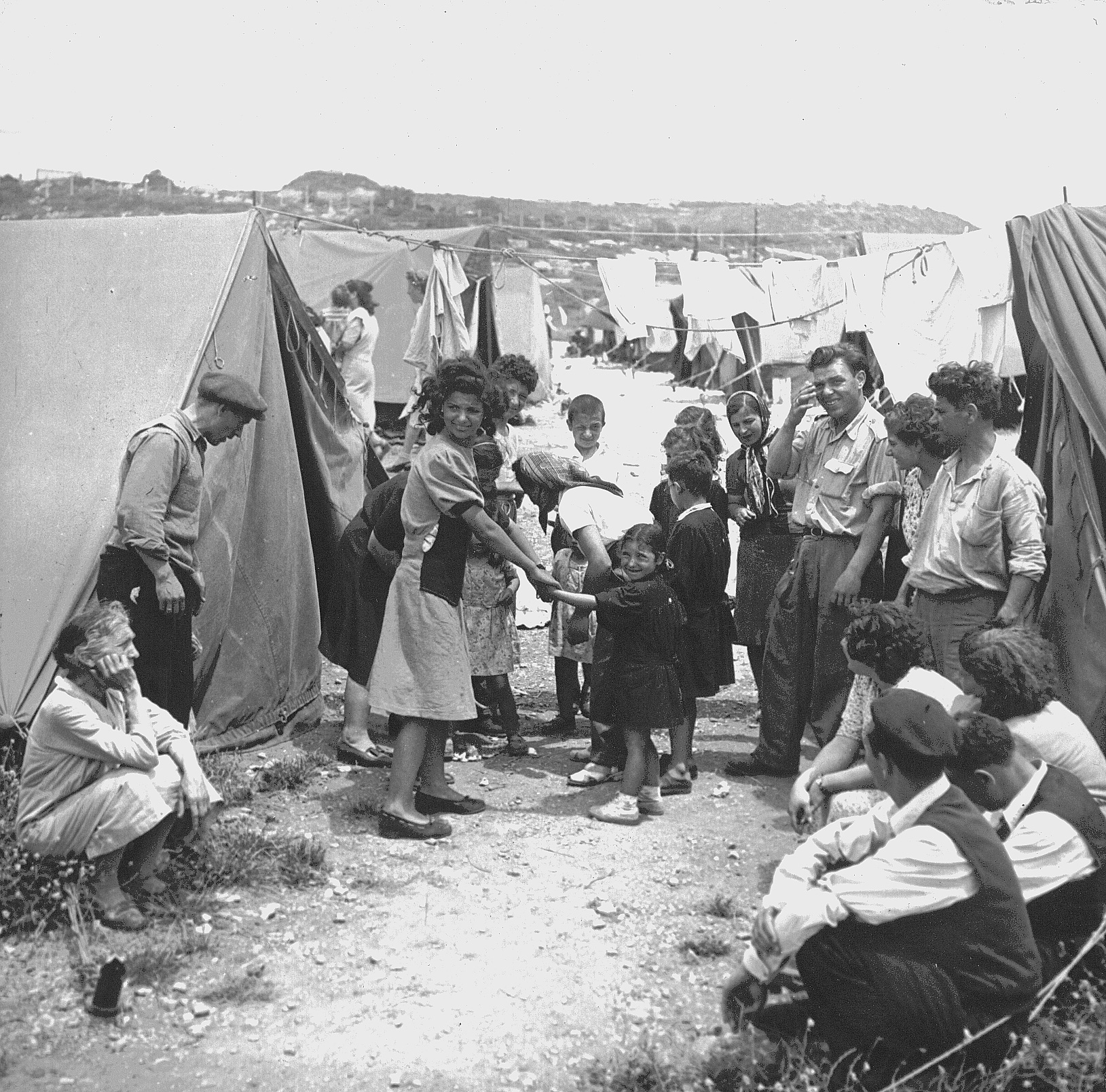
Planen innehöll bland annat detaljerade planer för transitläger och ma'abarot har beskrivits som en följd eller effekt av planen.

One Million Plan (hebreiska: תוכנית המיליון) var en  plan för mottagandet av en miljon judar från Europa, Mellanöstern och Nordafrika till det Brittiska Palestina på 18 månader. Detta som en central del i visionen, eller planen, på att upprätta en judisk stat. Efter en omröstning om planen i "Jewish Agency for Palestine" 1944, blev planen officiell policy för det dåvarande sionistiska styret som några år senare (1948) skulle komma att utropa sig som en självständig stat.